# Perak (plaats)
Perak is een bestuurslaag in het regentschap Jombang van de provincie Oost-Java, Indonesië. Perak telt 2975 inwoners (volkstelling 2010).